# Segno di Trendelenburg
Il segno di Trendelenburg, detto anche zoppìa dell'anca, è un importante segno clinico, di rilevanza neurologica, ortopedica e fisiatrica. 
È così chiamato dal nome del medico scopritore, il chirurgo tedesco Friedrich Trendelenburg.
La deambulazione anomala si manifesta in appoggio monopodalico (ovvero quando si è su una gamba sola), ed è dovuta alla riduzione della forza muscolare degli abduttori dell'anca (medio gluteo e piccolo gluteo) e/o da una lussazione congenita dell'anca. 
Il segno di Trendelenburg è causato da ipostenia e/o deficit di controllo degli abduttori d'anca (principalmente medio gluteo) che fa aumentare il pelvic drop (4 gradi) causando una caduta dell'emibacino controlaterale al deficit. 
Il Trendelenburg compensato (o Trendelenburg inverso o segno di Duchenne) consiste in uno spostamento laterale del tronco verso il lato della debolezza, dislocando il centro di gravità in modo da far bilanciare il corpo sull'arto con un sostegno muscolare minimo a livello dell'anca. Ciò riduce il momento adduttorio, annullando anche il braccio della forza del medio gluteo.